# Sphaeranthula straeleni
Sphaeranthula straeleni Leloup, 1955 è un antozoo della famiglia Botrucnidiferidae. È l'unica specie nota del genere Sphaeranthula.